# ویسبادن-میته
ویسبادن-میته (به آلمانی: Wiesbaden-Mitte) یک منطقهٔ مسکونی در آلمان است که در ویسبادن واقع شده‌است. ویسبادن-میته ۲۱٬۱۱۱ نفر جمعیت دارد.